# Diego Testa
Diego Testa (Napoli, 24 gennaio 1959) è un pilota motonautico italiano, che corre per il Circolo Canottieri Napoli.

## Palmarès
Campionato Italiano Offshore
 Campione: 8 
2001, 2002, 2004, 2007, 2011,2012, 2013, 2016,
Vicecampione: 6
1997, 1998, 2000, 2006, 2008, 2014
Campionato Italiano Endurance
 Campione: 1 (1996)
Campione Italiano Endurance Pleasure Navigation Pro 150
 Campione: 1 (2019)
 Campione: 1 (2020)
 Campione  Europeo  (2020)
 Campione  del Mondo  (2020)
- Campionato Europeo Offshore

 Oro nel 2008
 Bronzo nel 2004
- Campionato Mondiale Offshore

 Argento nel 2006
 Argento nel 2007
 Argento nel 2008
 Bronzo nel 2009
 Bronzo nel 2011
- Centomiglia del Lario

Campione: 2 (1999, 2002)